# ジョン・イーヴリン

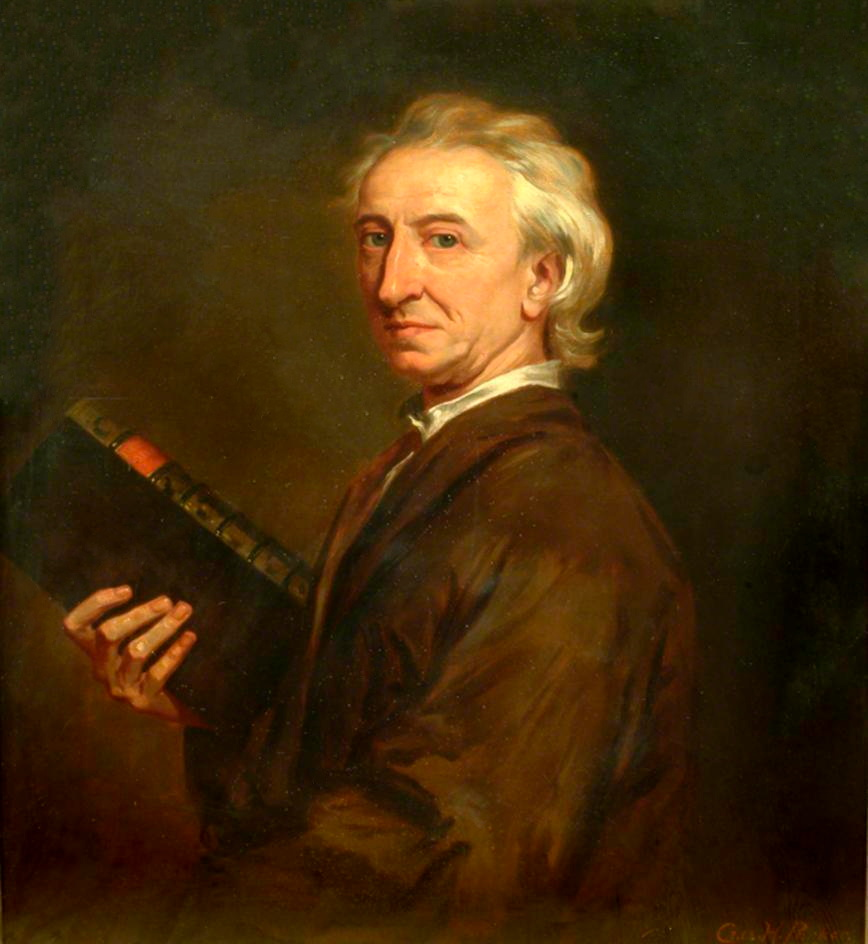
ジョン・イーヴリンの肖像画（ゴドフリー・ネラー 作、1687年）

ジョン・イーヴリン（John Evelyn, 1620年10月31日 - 1706年2月27日）は、イングランドの作家、造園家、日記作者である。ジョン・イヴリンとも。
イーヴリンの日記または回想録は、同時代のサミュエル・ピープスの日記と共に、その時代の芸術、文化、政治に光を投げかける資料として貴重なものと言われている。彼は、チャールズ1世やオリバー・クロムウェルの死、ペストの大流行、ロンドン大火などを体験している。長年、ピープスの日記ばかりが注目され、イーヴリンの日記は陰の存在だった。イーヴリンとピープスは頻繁に文通しており、その手紙の多くが現存している。

## 生涯

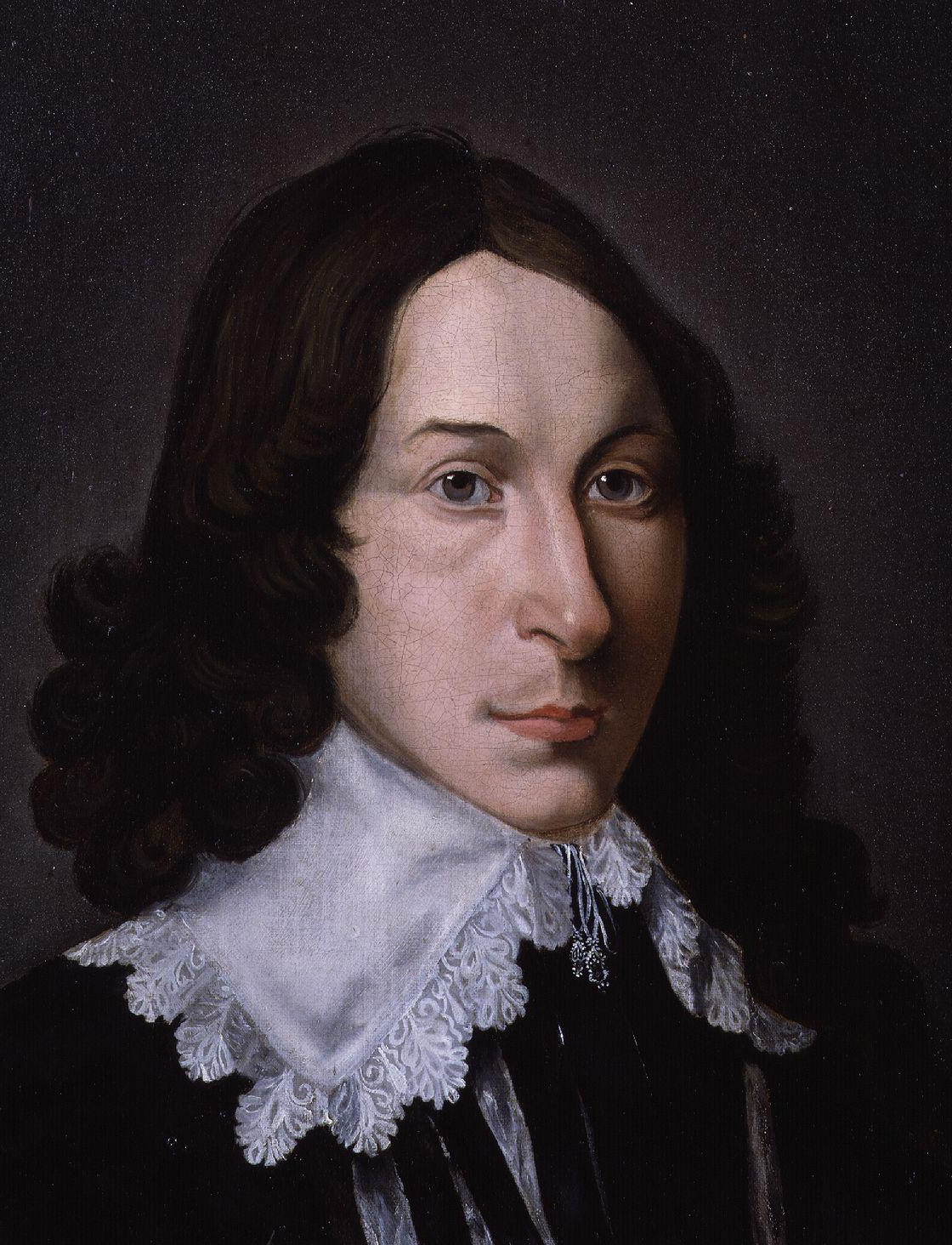
ジョン・イーヴリンの肖像画の一部（Hendrick van der Borcht 作、1641年）

サリーのウォットンで、火薬の生産で財を成した一家に生まれた。サセックスのルーイスという町で育つ。オックスフォード大学のベリオール・カレッジとミドル・テンプルで学ぶ。ロンドンにいた頃、ストラフォード伯トマス・ウェントワースが処刑されるところなど重要な出来事をその目で見た。深く考えずに王党派の軍に参加したが、イングランド内戦への関与を避けるために一時的に海外に避難した。1646年、イタリアに旅行してパドヴァで解剖学講義に参加し、Evelyn Tables と呼ばれる組織標本をロンドンに送っている。1644年には、ローマでカトリックの僧侶がイングランドで布教に務めるため英語を学んでいる Venerable English College を訪問している。
1647年、パリでイギリス大使を務めていたリチャード・ブラウン卿の娘メアリ・ブラウンと結婚。
1652年、イーヴリンは妻と共にロンドン近郊のデプトフォードに居を構えた。その邸宅（Sayes Court、海軍工廠の隣）は元々は義理の父であるリチャード・ブラウン卿のもので、1653年にイーブリンが買い取り、すぐさま庭の改造にとりかかった。1671年、木彫職人グリンリング・ギボンズに出会い（彼は Sayes Court 内のコテージを借りていた）、彼をクリストファー・レンに紹介した。現在 Sayes Court の一帯を含む選挙区は Evelyn と呼ばれている。
イーヴリンが実際に活躍するようになるのは、チャールズ2世がイングランド復位を果たしてからである。1660年、王立協会創立の一員となった。翌年、Fumifugium（または The Inconveniencie of the Aer and Smoak of London Dissipated）と題した本を出版。ロンドンの大気汚染問題を扱った初の本である。

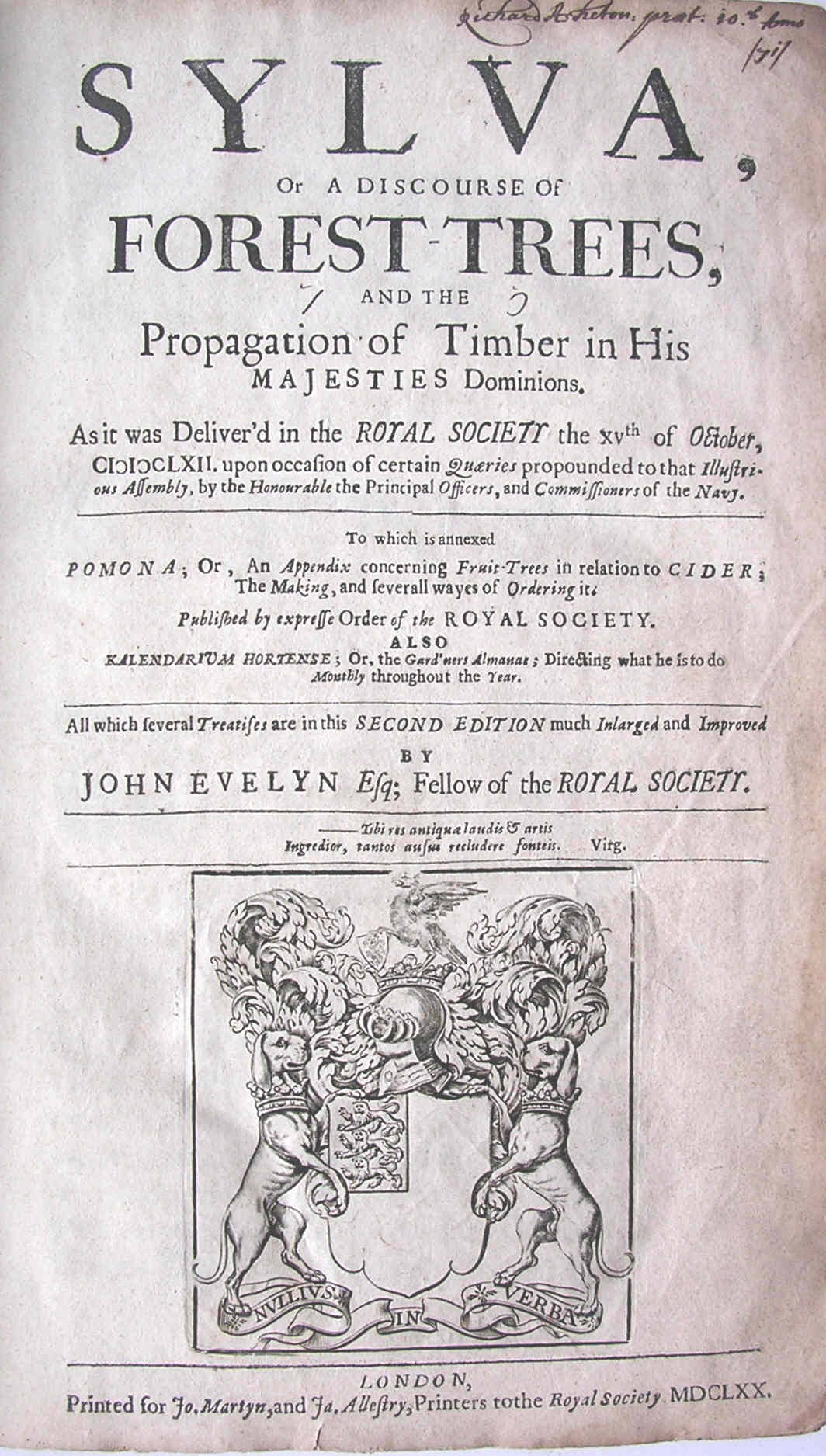
1670年のSylvaの第2版の表紙。ただし本人の日記によれば、第2版が出たのは1669年となっている。

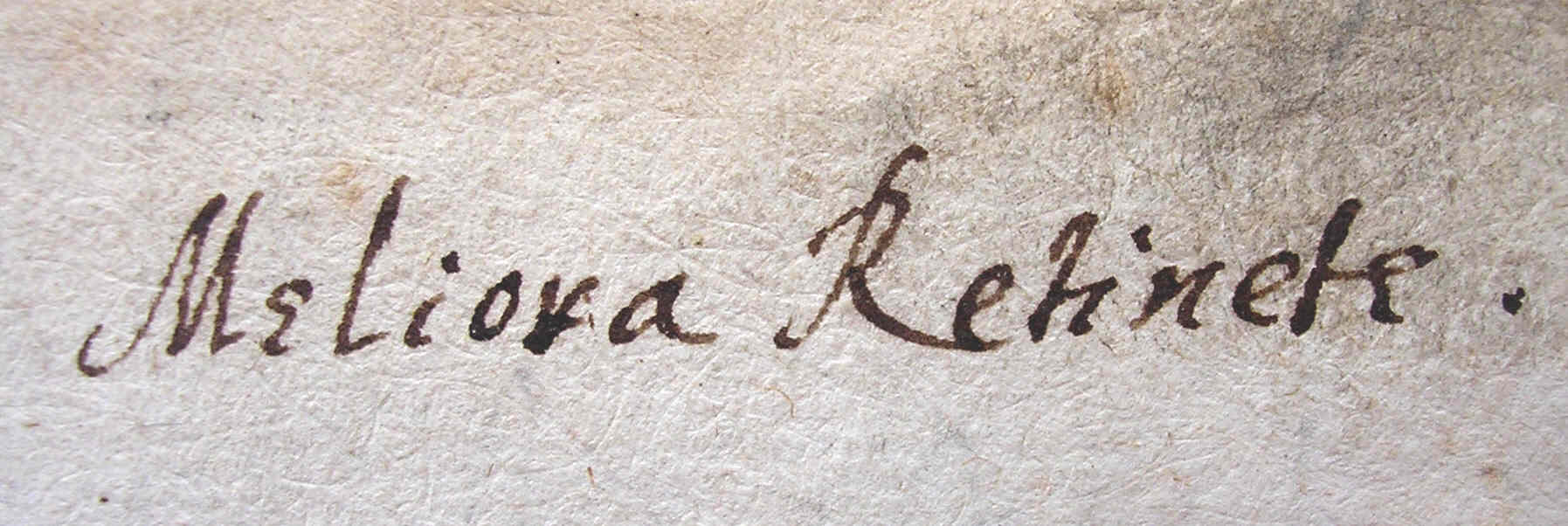
イーヴリンが1651年にパリで購入した本に記した自身の座右の銘

彼は樹木についての知識で知られており、1664年に出版した Sylva（または A Discourse of Forest-Trees and the Propagation of Timber）では、急成長するイギリス海軍に材木を供給するために植林する地主を激励している。この本はイーヴリンの存命中にも版を重ね（1670年と1679年）、第4版（1706年）はイーヴリンの亡くなった直後に出版された。第4版にはイーヴリンの肖像がエングレービングで描かれているが、そのエングレービングは Robert Nanteuil が50年以上前の1651年にパリで製作したものと考えられている。その後も18世紀および19世紀に版を重ね、後の版では後世の フランチェスコ・バルトロッツィ の手による不正確な肖像が掲載されたものもある。
1664年10月28日に始まった第二次英蘭戦争のころ、イーブリンは4名の Sick and Hurt Commissioners（負傷兵および捕虜の扱いに関する委員会） の1人に選ばれた。他の3名は Sir William D'Oyly、Sir Thomas Clifford、Col. Bullen Reymes である。
1666年のロンドン大火の後、イーヴリンはロンドン再建の計画を提案した。他にクリストファー・レンも同様の計画を提案している。しかしチャールズ2世はこれらを全く無視した。ただし、レンの提案したセント・ポール大聖堂の再建だけには興味を示した。イーヴリンの興味は庭園にあったようで、実際 Euston Hall などの庭園を設計している。
イーブリンはプロの作家として様々な主題の本を生み出している。そのテーマは、神学、コイン収集、政治学、園芸、建築、菜食主義など多岐にわたり、その好奇心の強さから同時代の様々な文化人や政治家と親交していた。ピープスと同様、イーヴリンは生涯に渡って書籍収集を趣味とし、亡くなったときの蔵書は3,859冊（および小冊子が822冊）になっていた。多くはフランス式の装丁で、座右の銘である Omnia explorate; meliora retinete（全てを探求し、ベストを尽くす） が書かれている（テサロニケの信徒への手紙一 5, 21）。
イーヴリンの娘マリア・イーヴリン（1665年 - 1685年）は、1690年に出版された Mundus Muliebris の匿名の作者の正体とされることがある。これは、当時流行していたフランス風の詩についての風刺的解説で、出版されたのが娘の死後であることから、ジョン・イーヴリンが残された手稿を編集して出版したのではないかと言われている。
1694年、兄ジョージの後を継ぐ息子が死んでしまったため、イーヴリンはウォットンに戻った。イーヴリン自身の息子ジョン2世（1655年 - 1699年）と孫のジョン3世（1682年 - 1763年）がイーヴリン家にとって唯一の残された希望だった。Sayes Court は貸し出すことになった。最も有名な借家人としては、1698年に3か月だけそこに住んだロシアのツァーリ ピョートル1世がいる（彼は建物や庭に大きなダメージを負わせた）。この邸宅は現存しないが、同じ名前の公園が存在している。
ジョン・イーヴリンは妻との間に8人の子をもうけたが、両親より後まで生きたのは末娘のスザンナだけだった。イーヴリンは1706年、ロンドンの家で亡くなった。妻はその3年後に亡くなっている。2人はウォットンの教会にある Evelyn Chapel に埋葬された。1992年、彼らの墓が暴かれ、頭蓋骨が盗まれるという事件が発生した。現在も彼らの頭蓋骨は見つかっていない。

## 遺産

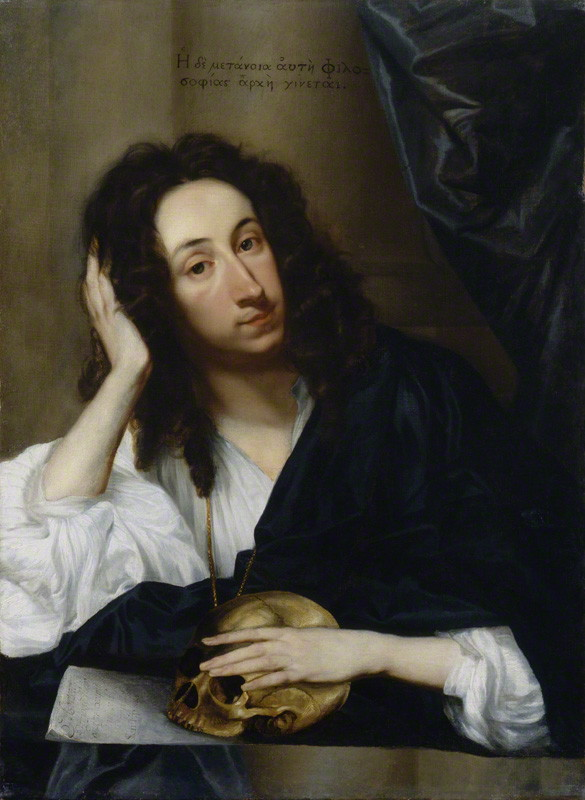
イーブリンの肖像画（Robert Walker 作、1648年）

1977年と1978年、クリスティーズでの8回のオークションが行われ、それまで残っていたイーヴリンの蔵書の大部分が売却され、散逸した。
大英図書館はイーヴリンの日記などを含む手稿を大量に保管している。Victoria and Albert Museum はイーヴリンが所有していた飾り棚（en:John Evelyn's cabinet）を保管している。この飾り棚に日記をしまっていたと言われている。
2005年、Gillian Darley が大英図書館の保管する手稿などを元にして新たな伝記を出版した。